# Parafia Miłosierdzia Bożego w Piaszczynie
Parafia Miłosierdzia Bożego w Piaszczynie – rzymskokatolicka parafia utworzona 10 września 2002. Od 11 października 1957 funkcjonowała jako parafia pw. św. Stanisława Kostki w Wałdowie. Na mocy decyzji kurii diecezji koszalińsko–kołobrzeskiej z 10 września 2002 przeniesiono parafię z Wałdowa do Piaszczyny, a tym samym kościół w Wałdowie przestał być kościołem parafialnym na rzecz Kościoła pw. Miłosierdzia Bożego w Piaszczynie.
Należy do dekanatu Miastko diecezji koszalińsko-kołobrzeskiej. Kościół parafialny w Piaszczynie znajdował się w budowie od 1989 roku. Mieści się pod numerem 38a. Na terenie parafii znajduje się cmentarz w Wałdowie założony w 1900 roku. Od 28 sierpnia 1992 do chwili obecnej proboszczem jest ks. Janusz Berezowski.